# Allen Walker
Allen Walker (Nhật: アレン・ウォーカー Hepburn: Aren Wōkā) là nhân vật chính hư cấu trong loạt manga D.Gray-man, được sáng tạo bởi họa sĩ kiêm nhà văn người Nhật Bản Hoshino Katsura. Trong loạt truyện lấy bối cảnh ở thế kỷ 19 này, Allen là một thiếu niên tham gia vào Tổ chức Black Order—một nhóm các chiến binh là pháp sư trừ tà. Anh sử dụng vũ khí có tên gọi là Innocence để chiến đấu với những con quỷ (Akuma). Innocence này ban đầu chính là cánh tay trái lớn bất thường của Allen; nhưng về sau nó dần tiến hóa và phát triển thêm nhiều năng lực mới. Nhờ đó, Allen có thể chiến đấu với Millennium Earl—người đã tạo ra đội quân Akuma cho mục đích hủy diệt thế giới—cùng những thành viên khác trong gia tộc Noah. Sau này, anh biết được rằng mình có mối liên hệ sâu xa với các Noah và có thể trở thành một trong số chúng.
Hoshino xây dựng hình tượng Allen dựa trên Robin, nhân vật nữ chính với mái tóc ngắn hơn anh trong one-shot Zone. Cô đã thiết kế trang phục của Allen theo phong cách thời trang thịnh hành ở thế kỷ 19, thêm vào một dải ruy băng cùng nhiều phụ kiện khác để khiến anh trông lịch lãm hơn. Ngoài ra, Hoshino còn tạo cho Allen một tính cách điềm đạm, trái ngược hẳn với các nhân vật cáu bẳn và thô lỗ trước đó của mình; đồng thời để làm anh trông đáng sợ hơn, cô còn thêm vào vết sẹo hình ngôi sao năm cánh cho Allen. Bộ manga được chuyển thể thành loạt phim anime truyền hình với phần lồng tiếng cho Allen do Kobayashi Sanae đảm nhiệm. Nhưng đến phiên bản anime chuyển thể năm 2016, D.Gray-man Hallow, Murase Ayumu đã thay thế vị trí này thay cho Kobayashi. Trong phiên bản lồng tiếng Anh của bộ phim, vai Allen được diễn viên Todd Haberkorn lồng tiếng.
Allen là nhân vật rất quen thuộc với độc giả của D.Gray-man; anh thường xuyên đứng trong top 3 các nhân vật nổi tiếng nhất ở nhiều cuộc khảo sát, đồng thời nhận được phản ứng nhìn chung là tích cực từ các ấn phẩm manga và anime cho đến những phương tiện truyền thông khác. Hình tượng nhân vật của Allen nhận nhiều lời khen ngợi; các nhà phê bình nói rằng tính cách điềm tĩnh cùng xuất thân bí ẩn của anh là một điển hình thường gặp ở những nhân vật chính của thể loại shōnen. Một vài bài đánh giá còn tỏ ra thích thú với việc nhiều diễn viên tham gia lồng tiếng cho Allen. Các sản phẩm thương mại mang dấu ấn của Allen như hình nhân nhồi bông, tượng figure, quần áo và phụ kiện cho cosplay đã được tung ra thị trường. Ngoài việc xuất hiện trong hai loạt anime D.Gray-man và D.Gray-man Hallow, anh còn góp mặt ở ba light novel, hai video game cùng nhiều crossover trò chơi điện tử đối kháng khác.

## Ý tưởng và sáng tạo nhân vật
Tác giả Hoshino Katsura ban đầu không hề dự định tạo ra nhân vật vật Allen trong D.Gray-man; chính Millennium Earl mới là người cô muốn dùng làm nhân vật chính diện của câu chuyện. Nhưng Hoshino nhận thấy Earl không "ổn định" để sử dụng cho một tạp chí manga mà đối tượng hướng đến lại là độc giả trẻ tuổi nên cô đã tạo ra Allen. Hoshino nghĩ rằng sẽ tốt hơn nếu cho Allen một thiết kế trưởng thành; mặc dù tin tưởng bản phác thảo cuối cùng của mình là phù hợp nhất cho bộ đồng phục Black Order, tuy nhiên cô vẫn đắn đo liệu có nên tăng nét nam tính cho anh.[tập 1:61] Hoshino từng nói mình không biết ý tưởng cho Allen xuất phát như thế nào; cô thích các nhân vật chính là những tên ngốc thô lỗ nhưng khó lường.[tập 1:61] Cô nói rằng ý tưởng chung cho thiết kế của Allen là "một thiếu niên năng động cùng mái tóc fly-a-way", nhưng khi vẽ anh trong bộ y phục của Black Order—nhóm mà Allen tham gia—cô cảm nhận được sự "thiếu định hướng". Để gây tác động lớn hơn cho việc Allen tham gia vào Black Order, Hoshino đã tặng cho anh biệt danh "Kẻ hủy diệt thời gian", cái tên vốn chẳng liên quan gì tới cốt truyện.
Hoshino thiết kế Allen dựa theo Robin, nữ nhân vật chính trong one-shot Zone của mình.[tập 1:61] Khi so sánh hai nhân vật này, cô gọi Allen là "một cậu bé khác biệt". Theo tổng biên tập đầu tiên của Hoshino, Allen ban đầu được dự định là một Akuma biến thể với ngoại hình một cậu bé. Biên tập viên của tác giả đề xuất cô khiến Allen trông dễ tổn thương hơn bằng cách phác họa cảnh anh đang khóc, điều đó cộng thêm việc giới tính của Allen là nam đã gây ấn tượng mạnh hơn với các độc giả. Khi mạch truyện phát triển, Hoshino xem anh là đồng minh và nảy sinh mối liên kết mật thiết với nhân vật này, dù cho cô vẫn ngưỡng mộ Millennium Earl.
Trong quá trình sáng tạo nhân vật, Hoshino luôn sợ rằng độc giả sẽ không thích Allen bởi tính cách hai mặt mà cô đặt cho anh; dù cho Allen là con người, anh lại luôn đồng cảm với kẻ thù của mình, những linh hồn bị giam cầm trong các Akuma và gia tộc Noah. Hoshino không thích Allen vì nhân vật này có những hành động tiêu cực, trái ngược hẳn với cách nói chuyện luôn chan chứa sự quan tâm của anh. Cô còn lo lắng liệu độc giả có để mắt tới kiểu nhân vật chính diện, người mà lại luôn thân thiện với cả bạn bè lẫn kẻ thù của mình. Dù vậy, tổng biên tập của Hoshino động viên cô rằng mọi thứ sẽ tốt đẹp nếu Allen vẫn giữ nguyên được bản chất như vậy cho đến cuối truyện. Nhưng mặc cho những khó khăn trong quá trình xây dựng nhân vật này, Hoshino vẫn yêu thích các thử thách khi tạo ra Allen, và cô trông đợi các nhân vật manga chính diện trong tương lai cũng sẽ đem đến trải nghiệm tương tự cho những tác giả khác.
Allen được giới thiệu với hình ảnh một "quý ông" nhưng nhân cách anh dần thay đổi tới mức Hoshino đã phải viết một cuộc trò chuyện giữa mình với chính nhân vật. Ở đó, cô phàn nàn với Allen về sự thay đổi trong tính cách từ "ngây thơ và trong trắng" thành "tha hóa" đến mức phải gọi anh là "Dark Allen" (Allen bóng tối). "Allen" trả lời rằng sự thay đổi này là bắt buộc vì bối cảnh u ám của bộ truyện.[tập 9:191] Cô mô tả mặt tối của Allen khi nhân vật này giận dữ đối diện với thầy của mình, Cross Marian, trong sự bất lực khi biết rằng thể xác anh sẽ trở thành cơ thể cho Noah thứ 14: Nea D. Campbell. Theo Hoshino, Cross Marian đã nổi giận với Allen vì hành động đó nhưng vẫn mừng vì thấy được khía cạnh này ở học trò mình vẫn còn. Khi Allen dần trở nên sa ngã hơn, Hoshino còn muốn khắc họa nỗi sợ của anh theo cái cách giống như việc chính bản thân Allen trở nên sợ hãi với suy nghĩ rằng người chăm sóc quá cố Mana Walker thực ra không hề yêu thương mình. Và kết quả là Hoshino thực hiện một thay đổi nhỏ trong thiết kế và sắp xếp lại vết sẹo mà Mana (khi bị biến thành Akuma) đã để lại trên trán anh lúc trước; bằng cách khiến nó trở nên nổi bật hơn, sự ngờ vực của Allen về tình cảm dành cho Mana được khắc họa rõ nét hơn. Trong phần liên quan đến Exorcist đời thứ 3, các biên tập viên của Hoshino khuyên cô nên vẽ Allen giống như một chiến binh chiến đấu vì Yu Kanda và Alma Karma, hai nhân vật là chủ điểm của phần truyện này.

### Thiết kế
Hoshino thiết kế Allen với mái tóc dài hơn Robin và gặp khó khăn khi xác định kiểu tóc phù hợp.[tập 1:61] Cô đã dùng phong cách rẽ ngôi giữa để biểu cảm khuôn mặt anh rõ ràng hơn. Bởi vì Allen là một exorcist, Hoshino muốn anh phải có "vẻ ngoài vô cùng đáng sợ" nên thêm vào một vết sẹo trên trán; vết sẹo này thay đổi hình dáng qua nhiều tập truyện trước khi trở thành ngôi sao năm cánh như hiện tại. Vì tác giả muốn hình ảnh của Tổ chức và kẻ thù của họ có nét tương phản, cô đã dùng bộ đồng phục là áo khoác đen cho Allen cùng các Exorcist khác nhằm truyền tải ấn tượng "mịt mờ, tăm tối". Bộ trang phục của nhân vật này được Hoshino lấy ý tưởng thiết kế từ ấn tượng chung (của cô) về thế kỷ 19; chiếc nơ cổ và các phụ kiện đi kèm khác có mục đích làm tăng "nét lịch lãm" cho anh.
Theo Hoshino, mái tóc của Allen về sau dần trở nên giống với trạng thái Super Saiyan—một dạng biến hình của các nhân vật trong bộ manga Dragon Ball với bộ tóc gai nhọn (thường dựng đứng).[tập 11:2] Hoshino nói rằng ở giai đoạn đầu xuất bản D.Gray-man, Allen là một trong các nhân vật khó vẽ nhất.[tập 3:86] Đến tập thứ 10, cô cho rằng minh họa anh thậm chí còn khó hơn cả Yu Kanda.[tập 10:204] Ở những chương đầu manga, đôi mắt Allen có hai màu khác nhau—đỏ và xanh biển nhạt—do một cuộc thảo luận giữa tác giả với biên tập viên của cô; về sau nó được quyết định đổi sang màu bạc.[tập 4:72] Tựa truyện D.Gray-man mang nhiều ý nghĩa một cách có chủ đích, hầu hết để chỉ trạng thái của Allen và các nhân vật chính khác.[tập 3:26]
Ở phần truyện kể về việc Allen cố gắng cứu một cựu Exorcist tên Suman Dark, Innocence của anh—cánh tay trái "Cross"—bị phá hủy sau cuộc giao chiến. Bởi vì Allen gia nhập với một phân nhánh của Black Order để khôi phục lại Innocence của mình, Hoshino muốn cho mọi người thấy sức mạnh thật sự của anh. Tác giả nói rằng cô bị thiếu nguồn cảm hứng để sáng tạo hình dạng thật cho vũ khí này, đến mức chính mình cũng trải nghiệm cảm giác bất lực của Allen khi biết anh không thể chiến đấu được nữa. Cuối cùng, Hoshino tìm được ý tưởng cho Innocence của Allen—Crown Clown—từ diễn viên người Ý Pierrot. Cô hài lòng với đoạn hội thoại của Allen nói rằng anh sẽ chiến đấu cho cả loài người và các Akuma, với hình ảnh mang tính biểu tượng chính là hai cánh tay của Allen (một của người bình thường và một mang hình dạng giống với cánh tay của Akuma), và đã minh họa chi tiết này rất cẩn thận. Khởi đầu truyện, Hoshino dự định để cho vũ khí của Allen tiến hóa dần bởi cô bắt đầu cảm thấy cánh tay trái của Allen, Cross, có vẻ thu hút sự chú ý từ khá nhiều độc giả. Crown Clown được thiết kế trông thời trang và ngầu hơn cho Allen. Do Allen giấu danh tính thật với Tổ chức nhưng vẫn tự nhận mình là một exorcist ở các phần truyện sau này, Hoshino đã ấp ủ một thiết kế mới cho anh để thể hiện lời tuyên bố đó của nhân vật.

### Phát triển nhân vật và các diễn viên lồng tiếng
Hoshino hài lòng với minh họa cảnh Allen từ biệt người đồng đội Lenalee Lee vì nó khắc họa được sự trưởng thành của nhân vật. Cô chỉ ra rằng Allen giờ đã cao hơn trước; ở đầu bộ truyện, anh và Lenalee có chiều cao ngang nhau. Hoshino bình luận dù sự ra đi của Allen là phù hợp với tính bi kịch của câu chuyện, nhưng anh vẫn sẽ luôn có đồng minh. Allen và Kanda, dù thường xuyên đụng độ nhau, vẫn luôn là bạn tốt; Hoshino tiết lộ rằng Kanda sẽ hỗ trợ anh ở phần truyện tiếp theo. Việc Allen rời bỏ Tổ chức đã được định sẵn từ khi anh chạm trán với Road Kamelot bởi vì bản chất của Allen mâu thuẫn với những Exorcist khác; không như nhân vật chính, họ không muốn cứu rỗi các Akuma.

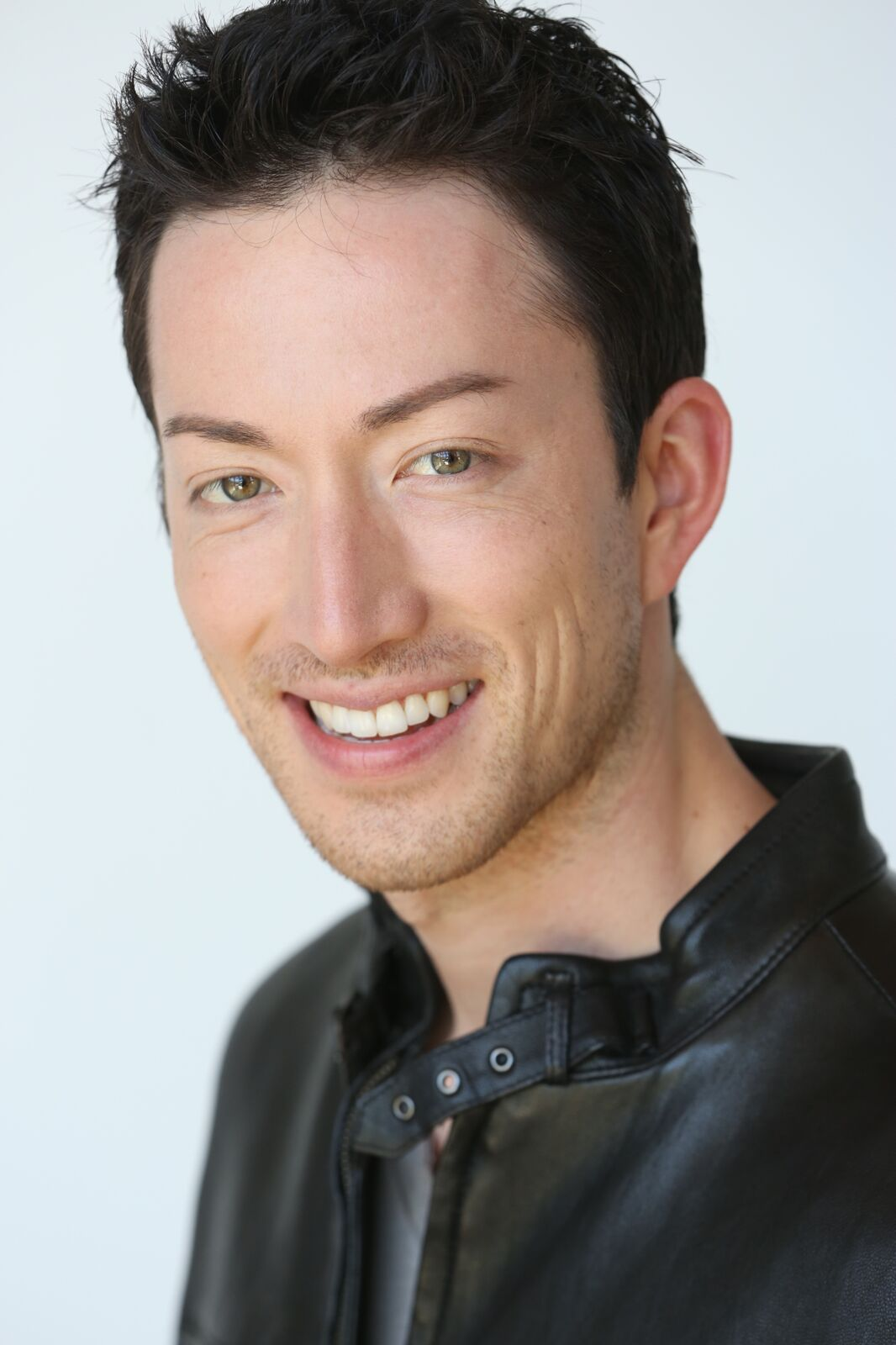
Todd Haberkorn lồng tiếng cho Allen Walker trong phiên bản tiếng Anh của bộ anime.

Khi Allen bỏ đi, Hoshino nói rằng nhân vật này trở nên phức tạp hơn để sáng tác. Allen là một người tốt; nhưng tác giả lại xem bản thân mình không tốt được như anh. Bởi vì Jump Square—tạp chí phát hành bộ truyện lúc bấy giờ—hướng tới đối tượng độc giả là nam thiếu niên, Hoshino bộc bạch mình muốn khắc họa Allen với hình ảnh một con người vui vẻ hơn là một thiếu niên rắc rối. Cô cảm thấy việc thực hiện nó dần khó khăn hơn khi cuộc đời nhân vật trở nên phức tạp sau mỗi chương. Tác giả cố gắng cân bằng Allen giữa sự "rắn rỏi và u sầu", nên đã nhiều lần trì hoãn xuất bản bộ truyện. Cô nói điều thử thách nhất khi vẽ gương mặt Allen chính là nụ cười của anh; Allen rất hay cười, đôi khi cả trong lúc nói dối hoặc buồn bã. Sau khi rời Tổ chức, Hoshino chia sẻ với độc giả là cuộc sống của nhân vật này có thể sẽ gian truân hơn và rằng Allen nhiều khả năng sẽ lại gian lận khi đánh bạc, điều mà anh học được khi còn ở với Cross Marian. Khi truyện diễn tiến, Hoshino gặp thêm nhiều khó khăn khi viết về Allen bởi nhân vật này vừa đang phải chịu đựng đau khổ trong khi vẫn cố giữ nét vui vẻ bên ngoài. Chương 222 đem đến thử thách ở mức độ cao hơn cho Hoshino khi cuộc đời Allen bước sang trang mới. Ở những thời khắc đó, tâm trí Allen bắt đầu đánh mất quyền kiểm soát cơ thể về tay Noah Nea D. Campbell. Sâu trong nội tâm, Allen ước mình có thể được xóa bỏ và thoát khỏi những đau khổ khi trò chuyện với ảo ảnh của Cross Marian. Anh nhớ về những lý tưởng của mình, đồng thời cười với Cross trong nước mắt.
Ở phiên bản anime đầu tiên của D.Gray-man, phần lồng tiếng cho Allen do Kobayashi Sanae thực hiện, người được Hoshino khen ngợi là đã nắm được phần hồn của nhân vật.[tập 9:187] Trong quá trình sản xuất phim, Kobayashi kết bạn với diễn viên lồng tiếng nhân vật Earl, Takiguchi Junpei, nhờ những lúc họ trao đổi mỗi khi nhân vật của mình không xuất hiện trong phân cảnh phim, điều này đã làm Hoshino rất bất ngờ.[tập 11:76] Với phần tiếp theo của anime, D.Gray-man Hallow, Ayumu Murase thay thế vị trí của Kobayashi. Anh nói rằng mình có suy nghĩ tích cực về thành quả đã làm, đồng thời hi vọng nó sẽ hấp dẫn khán giả. Trong quá trình lồng tiếng cho Hallow, Hoshino bị bất ngờ trước công việc của Murase, và nhận thấy diễn viên lồng tiếng này rất phù hợp với vai Allen. Cách Murase chuyển đổi giữa hai nhân cách—Allen và Nea D. Campbell—gây ấn tượng với tác giả; cô ban đầu nghĩ Murase đã sử dụng máy tính để thay đổi giọng nói của mình. Mặc dù Murase chỉ đối mặt với Millennium Earl hai lần trong Hallow, những gì anh làm để lại ấn tượng rất tích cực. Khi công chiếu Hallow, Hoshino làm nhiều cảnh minh họa Allen tương tác với gia đình Noah để hỗ trợ cho các diễn viên lồng tiếng. Murase đã cảm động trước sự quyết tâm của Hoshino để phát triển nhân vật Allen trong manga, từ đó dần có cảm tình với nhân vật này. Allen được lồng tiếng bởi Todd Haberkorn trong phiên bản lồng tiếng Anh của cả hai phần bộ phim; theo Haberkorn, anh luôn yêu thích việc lồng tiếng cho nhân vật này, và từng cosplay Allen một lần. Năm 2016, Haberkorn từng nói nếu anh được lồng tiếng cho Allen lần nữa, diễn viên này sẽ đi bấm khuyên tai.

## Xuất hiện

### MangaD.Gray-man
Allen sinh ra với cánh tay trái bất thường gây ra bởi một vật thể quý hiếm được biết đến với tên Innocence. Bị cha mẹ mình bỏ rơi, anh lớn lên trong một gánh xiếc, nơi Allen gặp gỡ Mana Walker, chú hề đã nhận nuôi anh sau khi hợp đồng với đoàn xiếc kết thúc.[tập 1:62][ch. 166] Lúc Mana mất, Allen cố gắng hồi sinh ông nhờ sự giúp đỡ từ một người đàn ông lạ mặt với cái tên Millennium Earl. Mana sống lại nhưng trở thành một Akuma và tấn công khiến mắt trái của Allen bị thương. Khi đó, cánh tay trái của Allen "thức tỉnh", biến thành vũ khí chống lại Akuma mà sau này gọi là "Cross" (十字架 Kurosu, クロス, cây thập giá) và phá hủy Mana. Con mắt bị thương của anh nhờ đó có khả năng nhìn thấy linh hồn bị nhốt trong Akuma. Tướng Exorcist Cross Marian nhận Allen làm học trò ngay sau đó.[ch. 3]
Khi hoàn thành khóa huấn luyện pháp sư trừ tà, Allen được gửi tới trụ sở của Black Order.[ch. 7] Với những bạn bè mới, anh lên đường làm nhiệm vụ truy tìm các Innocence thất lạc. Allen chiến đấu với Millennium Earl, đội quân Akuma của hắn và gia tộc Noah—một nhóm những người bất tử cùng có mong muốn phá hủy thế giới theo phò tá Earl.[ch. 8, 19] Anh cùng bốn exorcist được giao nhiệm vụ truy tìm và bảo vệ Cross.[ch. 29] Khi Allen tách nhóm ra để cứu một người vừa phản bội Black Order,[ch. 53] một Noah (Tyki Mikk) gần như đã giết chết anh.[ch. 56] Allen ở lại trụ sở chính chi nhánh châu Á của Black Order để hồi phục sau biến cố này.[ch. 57, 59]
Khi ở đây, Innocence của Allen biến đổi thành hình dạng thực sự; Crown Clown (神ノ道化 Kuraun Kuraun, クラウン・クラウン, chú hề của Chúa), một dạng áo hộ thân dưới dạng áo khoác.[ch. 187] Anh tái hợp với nhóm của mình tại Edo,[ch. 85, 89] nơi tất cả bị nhốt trong tàu Noah. Allen cùng bạn bè mình chiến đấu với các Noah khi cố gắng thoát khỏi đó. Khi tái đấu với Tyki, Allen biến cánh tay trái của mình thành một thanh kiếm có thể tiêu diệt cái ác bên trong anh ta.[ch. 116, 117]
Trở lại trụ sở Tổ chức, sự trung thành của Allen bị đặt nghi vấn và Howard Link được cử đến để giám sát anh.[ch. 136, 137] Nhà Noah đem các Akuma tới để hủy diệt Tổ chức; Allen cùng các Tướng chỉ huy quét sạch chúng nhưng bị đánh bại bởi dạng tiến hóa cấp 4 của một Akuma.[ch. 140, 145] Allen chống lại nó với sự giúp sức từ thầy của mình và Lenalee Lee; cùng nhau, họ phá hủy Akuma này.[ch. 155] Sau đó, Allen biết rằng mình là vật chủ cho linh hồn của Noah thứ 14 quá cố, (Nea D. Campbell). Trước khi chết, Nea đã cấy ký ức mình vào Allen để mình có thể tái sinh.[ch. 167] Tất cả các Exorcist nhận lệnh trừ khử Allen trước khi nhân vật này hoàn toàn trở thành một Noah.[ch. 170] Allen cố gắng điều khiển bản thân nhưng dần thất thế với nhân cách Nea đang trỗi dậy; thanh kiếm của Crown Clown còn khiến chính anh bị thương, mặc dù nó chỉ có tác dụng với nhà Noah và Akuma.[ch. 182, 184]
Sau trận chiến với gia tộc Noah, Allen bị chính Tổ chức bắt giam, vì lo sợ sự trở lại của Nea.[ch. 201] Ở đây, nhân vật chính bị tấn công bởi Apocryphos, một Innocence có khả năng cảm ứng đang cố gắng "hấp thụ" Innocence của Allen.[ch. 203] Hai Noah cùng Link giải cứu anh, điều này khiến Tổ chức nghĩ rằng Allen đã phản bội họ.[ch. 204] anh từ chối sự giúp đỡ từ cả hai phía, Tổ chức và cả nhà Noah, nhưng hứa với Lenalee rằng mình vẫn sẽ là một exorcist.[ch. 205] Allen bỏ trốn và đóng vai một chú hề biểu diễn trên đường phố. Dù vậy, cả hai phe đều tiếp tục cố gắng truy tìm anh.[ch. 212,216] Tâm trí Allen bắt đầu rời khỏi thể xác khi tiềm thức của Nea dần thức tỉnh; ảo ảnh của Cross gặp anh trong giấc mơ và khuyên Allen tìm gặp Katerina Eve Campbell để khám phá sự thật về Nea và Mana.[ch. 222]

### Các phương tiện truyền thông khác
Ngoài manga và anime, Allen còn là nhân vật nhập vai trong hai trò chơi điện tử D.Gray-man. anh là nhân vật chính và phụ trong các game chiến đấu crossover như Jump Super Stars, Jump Ultimate Stars và J-Stars Victory Vs, nơi những nhân vật của Weekly Shōnen Jump đối đầu với nhau.
Allen còn xuất hiện trong light novel D.Gray-man của Kizaki Kaya. Ở quyển thứ nhất, nhân vật này tìm kiếm trụ sở của Black Order và mất tích sau đó. Anh diệt trừ Akuma và biết được vị trí của Tổ chức từ một người phụ nữ tên Mother. Trong quyển tiểu thuyết thứ hai, Allen đóng vai nhân vật phụ và tham gia bữa tiệc hội ngộ của Black Order. Anh xuất hiện thoáng qua ở chương đầu tiên của quyển thứ ba; nơi Allen gặp gỡ nhà khoa học của Black Order là Rohfa, người luôn bị ám ảnh với Allen. Chương thứ hai kể về cuộc đời nhân vật chính khi còn ở trong gánh xiếc, nơi anh được biết đến dưới cái tên Red (レッド Reddo)—và kết bạn với chú hề Mana cùng chú chó tên Allen của ông. Sau khi Akuma hủy diệt cả đoàn xiếc, Red lấy tên "Allen" và đi chu du khắp nơi cùng Mana.

### Nhân vật
Allen mới chỉ 15 tuổi khi loạt truyện bắt đầu.[tập 1:61] Mặc dù hầu hết bạn bè cho rằng anh trưởng thành một cách bình thường, nhưng một trong những kẻ thù của anh, Nea, người sẽ kiểm soát cơ thể Allen sau này, nghi ngờ rằng nhân vật chính của truyện đang dần trẻ lại.[ch. 215] Allen thường đi cùng Timcampy, một golem biết bay do thầy của mình là Cross Marian truyền cho.[ch. 1] Hậu quả để lại từ việc cố gắng hồi sinh Mana Walker khiến mái tóc đỏ nâu của Allen dần chuyển sang màu trắng. Con mắt trái chịu lời nguyền từ Mana của Allen giúp anh phân biệt được đâu là Akuma đội lốt người thường. Allen luôn hết mình tìm cách giúp linh hồn bị nhốt trong Akuma ra đi thanh thảnh cho đến khi gặp những người bạn Exorcist sau này ở Black Order. Từ đó, Allen chiến đấu vì cả hai mục đích, cứu rỗi các Akuma lẫn bảo vệ bạn bè mình.[ch. 83] Tính khí nhân vật này ban đầu rất thô lỗ và đa nghi, nhưng anh đã học theo lối nói chuyện nhã nhặn từ Mana, cả sự lịch thiệp và tính cách của ông.[ch. 173] Allen dần từ bỏ cách giao tiếp đó về sau, quay trở lại như trước khi nhân vật này gặp gỡ Mana.[ch. 165]

## Đón nhận

### Danh tiếng
Allen Walker là nhân vật được yêu mến của các độc giả D.Gray-man; anh đứng nhất trong cuộc bình chọn đầu tiên[tập 7:117] và thứ ba[ch. 171] của Shōnen Jump cho các nhân vật được hâm mộ nhất bộ truyện. Nhưng rớt xuống vị trí thứ hai, sau Yu Kanda, ở đợt bình chọn thứ 2[ch. 121] và thứ 4 ngay sau đó. Allen còn nổi tiếng ngay cả bên ngoài D.Gray-man, và đứng thứ 20 trong số các nhân vật được yêu thích nhất trong hai đợt bình chọn lần lượt do Animedia và Newtype tổ chức. Ngoài ra, với Newtype, Allen còn được để cử ở vị trí thứ 5 cho nhân vật nam hay nhất trong mùa anime năm 2016 nhờ loạt phim D.Gray-man Hallow. Nhân vật này còn giành được vị trí thứ 17 trong cuộc bình chọn cho nhân vật nam hay nhất do Anime News Network tổ chức, và thứ 46 ở cuộc bình chọn năm 2016 của Animage cho top 100 nhân vật anime xuất sắc nhất nhờ vai trò của mình trong Hallow. Anime News Network xếp anh ở vị trí thứ 3 trong số các nhân vật anime diệt trừ ma quỷ hay nhất nhờ vào quá khứ đau thương cũng như vũ khí để đánh bại Akuma.
Các sản phẩm franchise liên quan đến Allen, bao gồm móc chìa khóa, búp bê nhồi bông, figure, trang phục và phụ kiện cosplay được tung ra thị trường; anh còn là mẫu nhân vật được rất nhiều cosplayer ưa thích và lựa chọn. Các sản phẩm mới, với hình ảnh Allen cải trang thành ma cà rồng, được ra mắt vào mùa Halloween năm 2016, và món đồ uống piña colada cũng dựa theo ý tưởng về nhân vật này.

### Phê bình
Manga, anime, trò chơi điện tử và các ấn phẩm truyền thông đều đánh giá cao và nhận xét tích cực về nhân vật này. Sheena McNeil của tạp chí trực tuyến Sequential Tart thích thiết kế của Allen và nhận xét vũ khí của anh là "khá ấn tượng". Theo McNeil, sự kết hợp của con mắt bị nguyền rủa cùng mái tóc trắng khiến cho nhân vật càng "nổi bật hơn". Casey Brienza từ Anime News Network cũng khen ngợi phần thiết kế nhân vật, nói rằng anh trông như "một ngôi sao nhạc Rock visual kei" và xem Allen là "một bước thay đổi tốt" so với các nhân vật chính ở những shōnen khác. Vẻ ngoài mới của anh trong Hallow nhận phản hồi tương tự từ Amrita Aulakh của Pop Wrapped, người phát biểu rằng Allen là một trong các nhân vật Shonen Jump hay nhất bên cạnh Sakata Gintoki của Gintama.
Khả năng siêu nhiên của Allen được mô tả là "gợi cảm hứng" theo Michael Aronson từ tạp chí Manga Life. Brian Henson của Mania Beyond Entertainment viết rằng con mắt huyền bí nguyền rủa của Allen là yếu tố hấp dẫn các độc giả của bộ truyện. Carlo Santos ở Anime News Network nhận định Allen đã không dùng "sự thông minh" để đánh bại Akuma mà nhờ vào "sức mạnh áp đảo từ cánh tay trái của anh". Allen còn được miêu tả là một hình mẫu anh hùng "có kết cấu chặt chẽ" theo như lời A.E. Sparrow của IGN. Todd Douglass Jr. từ DVD Talk viết cách sử dụng vũ khí của nhân vật có vẻ khá rập khuôn; ông thấy cách thể hiện nó trong anime mang tính giải trí cao.
Kevin Leathers thuộc UK Anime Network nhận thấy Allen khác hẳn so với các nhân vật chính điển hình khác ở cùng thể loại. Leathers để ý việc có khá ít sự phát triển nhân vật ở anh, ông viết; "[anh] dù tập trung vào công việc của mình, nhưng vẫn luôn dành thời gian cho bạn bè, điều cho thấy sự khác biệt ở Allen, nhưng sẽ dễ gây nhàm chán nếu lạm dụng trong thời gian dài". Tom Tonhat từ tạp chí Escapist gọi Allen là "mẫu nhân vật tốt để dẫn dắt câu chuyện". Sandra Scholes của Active Anime cảm thấy anh khá bí ẩn khi bình luận về phần Allen gia nhập Black Order với vũ khí chống Akuma bên mình.
Nhiều bài phê bình còn tập trung vào sự tương tác giữa Allen và các nhân vật khác trong truyện. Richard Osborn ở IGN thích cách giúp độc giả thư giãn bằng những cuộc va chạm "như thường lệ" giữa anh và Kanda giữa không khí u ám của cốt truyện. John Rose từ Fandom Post xem nhóm của Allen Walker và Yu Kanda là điểm mạnh nhất trong manga tập thứ hai. Trong bài nhận xét sau này, Rose nói rằng ông thích cốt truyện, đoạn mà Allen không thể phân biệt nổi Innocent với Akuma. Cuộc tái đấu giữa Allen và Noah Tyki Mikk nhận đánh giá cao từ Casey Brienza của Anime News Network, người còn yêu thích khả năng mới ở anh, Innocence Crown Clown và thanh kiếm của Allen—được ông so sánh với thanh kiếm trong Final Fantasy VII của Cloud Strife. Cùng nhận xét về trận chiến này, Joseph Luster từ Otaku USA khen ngợi sự phát triển của nhân vật Allen xuyên suốt câu chuyện đồng thời thỏa mãn với cảnh anh chiến đấu với Tyki.
Manga Retcon nói rằng các hành động của Allen là một trong những phần có nội dung sâu sắc nhất ở volume thứ 13 nhờ sự tương tác giữa anh với bạn bè mình mặc dù nét phác họa các cảnh truyện khá đơn giản. Leroy Douresseaux của Comic Book Bin thích hoàn cảnh mà Allen rơi vào ở volume 21 và muốn thấy những điều tương tự trong tương lai, hơn là tập trung vào cảnh Kanda chiến đấu với Akuma Alma Karma. Theo Anne Lauenroth từ Anime News Network, tình bạn lớn dần giữa Allen và Tyki khi anh bị bắt giam vì đã giải thoát Alma khá thú vị; điều này góp phần dẫn đến quyết định rời khỏi Tổ chức của Allen sau khi nhiều lần đặt đồng đội mình vào tình cảnh hiểm nguy. Lời từ biệt của anh với Lenalee trong Hallow trở thành một trong các cảnh phim hay nhất mùa bởi cách mà đạo diễn biên tập, nhấn mạnh sự trưởng thành của Allen và đoạn hội thoại lộ rõ tình cảm giữa hai nhân vật này.
Các nhà phê bình còn ấn tượng với việc Allen phản bội Tổ chức và sự hóa thân thành Noah thứ 14 của anh; Grant Goodman của Pop Culture Shock nhận thấy các cuộc thảo luận về điều này thậm chí còn căng thẳng như những trận chiến trong truyện. Anne Lauenroth từ Anime News Network nhận định sự hé lộ về Noah thứ 14 gây tác động mạnh đến Allen bởi vì không chỉ với tương lai của anh, điều này còn đặt Allen ở bên sự ngờ vực rằng người "cha nuôi" Mana liệu có thực sự yêu thương anh. Chris Beveridge ở Fandom Post thích thú với hình dạng của Noah thứ 14 trong tâm trí Allen, khen ngợi sự mâu thuẫn trong nội tâm nhân vật.
Ở volume tiếp theo, Chris Kirby, cũng từ Fandom Post, ấn tượng với việc Nea chiếm quyền kiểm soát cơ thể Allen. Còn Alex Osborn từ IGN thị lại bị sốc với điều này, vì ông xem tập phim trước đó là "một tia sáng lóe lên giữa bầu không khí u tối của bộ phim" và sự nhập xác của Nea ở đoạn này khá "khó chịu". Theo Osborn, Allen đang "dần trở thành một nhân vật phức tạp và thú vị hơn ". Anne Lauenroth viết rằng sự xung đột giữa Allen và Noah thứ 14 khiến anh càng cần có bạn bè bên cạnh hơn bao giờ hết; những lời nói và sự quan tâm của Cross Marian đã cho Allen "một con đường". Trong quyển sách Representing Multiculturalism in Comics and Graphic Novels (tạm dịch: Giới thiệu về đa văn hóa trong truyện tranh và tiểu thuyết đồ họa), Jacob Birken viết cách Allen sử dụng sức mạnh của mình minh họa cho chủ đề bộ truyện về "danh tính"; mặc dù anh trông nhân bản hơn nhờ Innocence bên mình, sự thật về việc anh chính là Noah thứ 14 đã xóa nhòa mất phần người đó ở Allen.
Các diễn viên lồng tiếng cho Allen cũng nhận được nhiều đánh giá phê bình. Kimberly Morales của Animation Insider viết Todd Haberkorn, người lồng tiếng cho Allen trong phiên bản anime tiếng Anh, đã hoàn thành "một công việc hoàn hảo", sánh ngang với phiên bản gốc tiếng Nhật của Kobayashi Sanae. Michael Marr ở Capsule Computers cũng đồng tình với quan điểm trên của Morales. Bởi vì bộ phim khởi đầu ở châu Âu, Casey Brienza phê bình Haberkorn vì anh đã không sử dụng giọng Anh bản xứ cho Allen. Neo xem phần lồng tiếng của Kobayashi hấp dẫn hơn của Haberkorn. Lauenroth thì yêu thích phần lồng tiếng của Murase Ayumu, người thay thế cho Kobayashi trong phần tiếp theo của anime D.Gray-man, D.Gray-man Hallow. Ở bài bình luận sau này, Lauenroth khen ngợi khả năng của Murase khi lồng tiếng cho cả hai nhân vật: Allen và Noah thứ 14. Thanasis Karavasilis từ Manga Tokyo phát biểu rằng dù có nhiều người hâm mộ cảm thấy phiền toái với việc Murase thay thế Kobayashi, ông lại không hề để tâm tới sự thay đổi trong giọng nói của Allen. Aulakh cũng bộc lộ cùng suy nghĩ khi xem xét về sự nghiệp của Murase, tin rằng diễn viên lồng tiếng này hoàn toàn phù hợp cho nhân vật Allen.